# 2012 في أستراليا
فيما يلي قوائم الأحداث التي وقعت خلال عام 2012 في أستراليا.

## سياسة

### تعيين في المنصب
- 5 مارس – كيت لوندي وزير رياضة [الإنجليزية]‏، وزير الهجرة وصيانة الحدود الأسترالية [الإنجليزية]‏.
- 24 مارس – مايكل بوتشي عضو المجلس التشريعي ولاية كوينزلاند.

### انتهاء فترة المنصب
- 22 فبراير – كيفن رود وزير الخارجية [الإنجليزية]‏.
- 26 مارس – آنا بليغ Premier of Queensland [الإنجليزية]‏،عضو المجلس التشريعي ولاية كوينزلاند.
- 15 يونيو – بوب بروان عضو مجلس الشيوخ الأسترالي [الإنجليزية]‏.
- 29 يونيو – كريستينا كينيلي عضو الجمعية التشريعية نيو ساوث ويلز.

## رياضة
- 1 يناير – أستراليا المفتوحة 2012
- 18 مارس – جائزة أستراليا الكبرى 2012 الفائز جنسن باتون.

## أفلام
من الأفلام التي صدرت هذه السنة في أستراليا:
- 1 يناير – السماء الحديدية من إخراج Timo Vuorensola [الإنجليزية]‏.
- 1 يناير – المحظوظ من إخراج سكوت هيكس.
- 9 مايو – الظلال الداكنة من إخراج تيم برتون.
- 1 سبتمبر – طعم من إخراج كيمبل ريندال [الإنجليزية]‏.

## برامج ومسلسلات وأنمي
- مدمرو الخرافات